# Gymnopleurus asperrimus
Gymnopleurus asperrimus là một loài bọ cánh cứng trong họ Bọ hung (Scarabaeidae).